# پایگاه هوایی اسلانتینا
پایگاه هوایی اسلانتینا (به انگلیسی: Slatina Air Base) یک فرودگاه نظامی و همگانی با کد یاتا PRN است . این فرودگاه در شهر پریشتینا کشور کوزوو قرار دارد و در ارتفاع ۵۴۵ متری از سطح دریا واقع شده است.